# Santuario della Madonna di Loreto (Spoleto)
Il santuario della Madonna di Loreto è un importante luogo di culto cattolico di Spoleto, in provincia di Perugia, situato fuori dalle mura antiche della città, nei pressi della porta di San Matteo, detta anche porta Loreto.

## Storia
Nel 1537 uno spoletino, Jacopo Spinelli, per adempiere ad un voto, fa costruire una modesta cappella a somiglianza della Santa Casa di Nazaret, trasportata per mare a Loreto nel 1294, al tempo delle crociate. Lo Spinelli incarica probabilmente il pittore Jacopo Santoro da Giuliana, detto Jacopo Siculo di realizzare un affresco votivo con l'immagine della Madonna col Bambino; l'artista nel dipinto riproduce anche San Sebastiano, Antonio abate e la casa di Nazaret dove Maria aveva ricevuto l'annunciazione. 

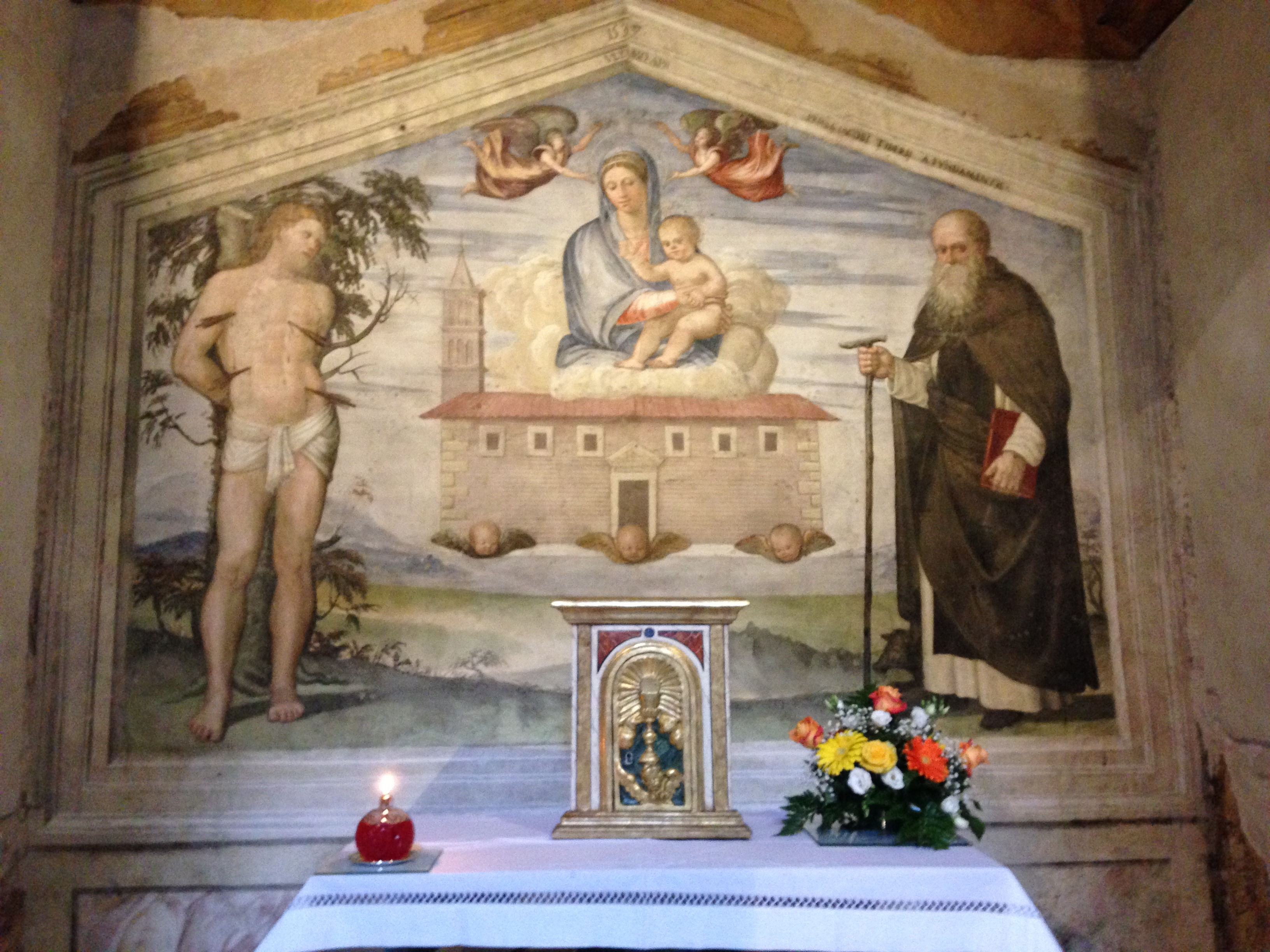
Affresco attribuito a Jacopo Siculo

### Tradizione
La leggenda narra che l'immagine della Madonna venne ben presto molto venerata dalla cittadinanza in seguito ad un evento prodigioso: sembra che, rimasta incompiuta, in assenza del pittore sia stata completata da una mano invisibile, divina.
Si narra ancora che il 21 aprile del 1571 la sacra immagine abbia mosso gli occhi verso una folla adorante e supplicante, accorsa a pregare affinché un terribile terremoto e un lungo sciame sismico, che da alcune giorni scuoteva la città, avesse fine. Il sisma cessò immediatamente e alla Vergine venne attribuita anche la virtù di proteggere la città dai terremoti.
Altri prodigi attribuiti alla Madonna riguardano gli esorcismi praticati a molti indemoniati che giungevano da ogni parte del mondo; tanto si era sparsa la voce sulle sue virtù che numerosi sacerdoti si dedicavano giorno e notte all'accoglienza a alla cura dei pellegrini. Tale incredibile flusso veniva regolato dai cardinali Cristoforo Madruzzo e Guido Ferreri che governavano Spoleto, l'uno dal 1566 al 1567 e l'altro dal 1572 al 1580. Alla loro presenza, il 4 ottobre 1572, venne posta la prima pietra del santuario.

### Costruzione
Per interessamento e volontà del vescovo Fulvio Orsini, inizia quindi la costruzione di un grande tempio che, sotto le sue maestose volte, ingloba la cappella dello Spinelli, come la Basilica di Santa Maria degli Angeli con la Porziuncola. 

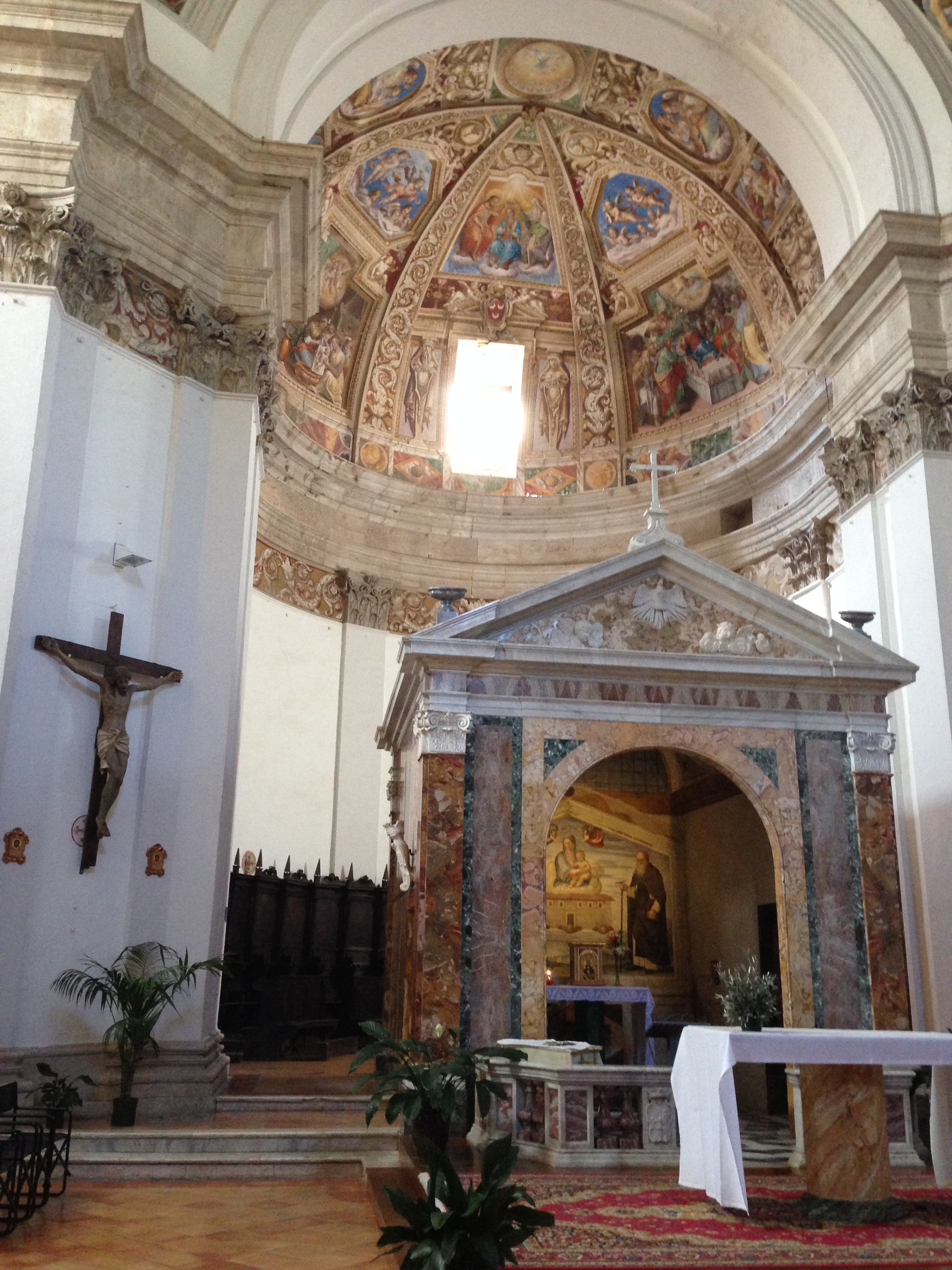
La Cappella Spinelli nella sua forma attuale rinnovata nel 1701

 Il disegno viene affidato ad Annibale Lippi, architetto fiorentino, il quale progetta un maestoso edificio: all'esterno la forma è pressoché quadrata, mentre la pianta interna è a forma di croce greca; nei quattro spazi angolari trovano posto due ampie cappelle, la sagrestia e un salone. Esecutori dei disegni del Lippi sono maestri scalpellini e capomastri comaschi molto attivi all'epoca. La costruzione procede lentamente; prima della conclusione vi prendono dimora i chierici regolari di San Paolo, detti Barnabiti, che nel 1604 costruiscono un collegio accanto alla chiesa.
Viene consacrata dal vescovo Lorenzo Castrucci nel 1621.
Nel 1798 subentrano gli Agostiniani; nel 1860 il collegio viene adattato a istituto agrario e la chiesa, completamente abbandonata, diviene una caserma. Nel 1925 collegio e chiesa vengono occupate dai frati Minori Conventuali; dopo pochi anni, nel 1936, il collegio viene abbattuto e al suo posto nasce il nuovo ospedale civile, mentre la chiesa nel 1944 viene di nuovo destinata a residenza militare, con conseguenze dannose per gli arredi e le architetture interne. Negli anni successivi ne avranno cura i frati del Convento dei Cappuccini, ma resterà chiusa e inattiva fino alla fine degli anni settanta; nel 1979 sarà restaurata grazie all'associazione Amici di Spoleto e al contributo della Samuel Henry Kress Foundation di New York.
Solo nel 2007 è tornata ad essere di proprietà dell'Archidiocesi, dopo che per anni era appartenuta alla Azienda Sanitaria Locale. Ha potuto quindi essere riaperta al culto. Nel novembre 2011 l'arcivescovo di Spoleto-Norcia monsignore Renato Boccardo ha conferito alla chiesa il titolo di santuario diocesano.

## Descrizione
Il portale, che si affaccia sulla piazza, è stato completato anni dopo, nel 1662, grazie al contributo della famiglia Pianciani; il prospetto è rivestito da lastre di travertino squadrate, spartite da lesene rifinite in cima con fregi lisci e semplici.
Il progetto prevedeva anche la costruzione di una cupola che però non verrà mai realizzata, così come i portali nelle altre due facciate.

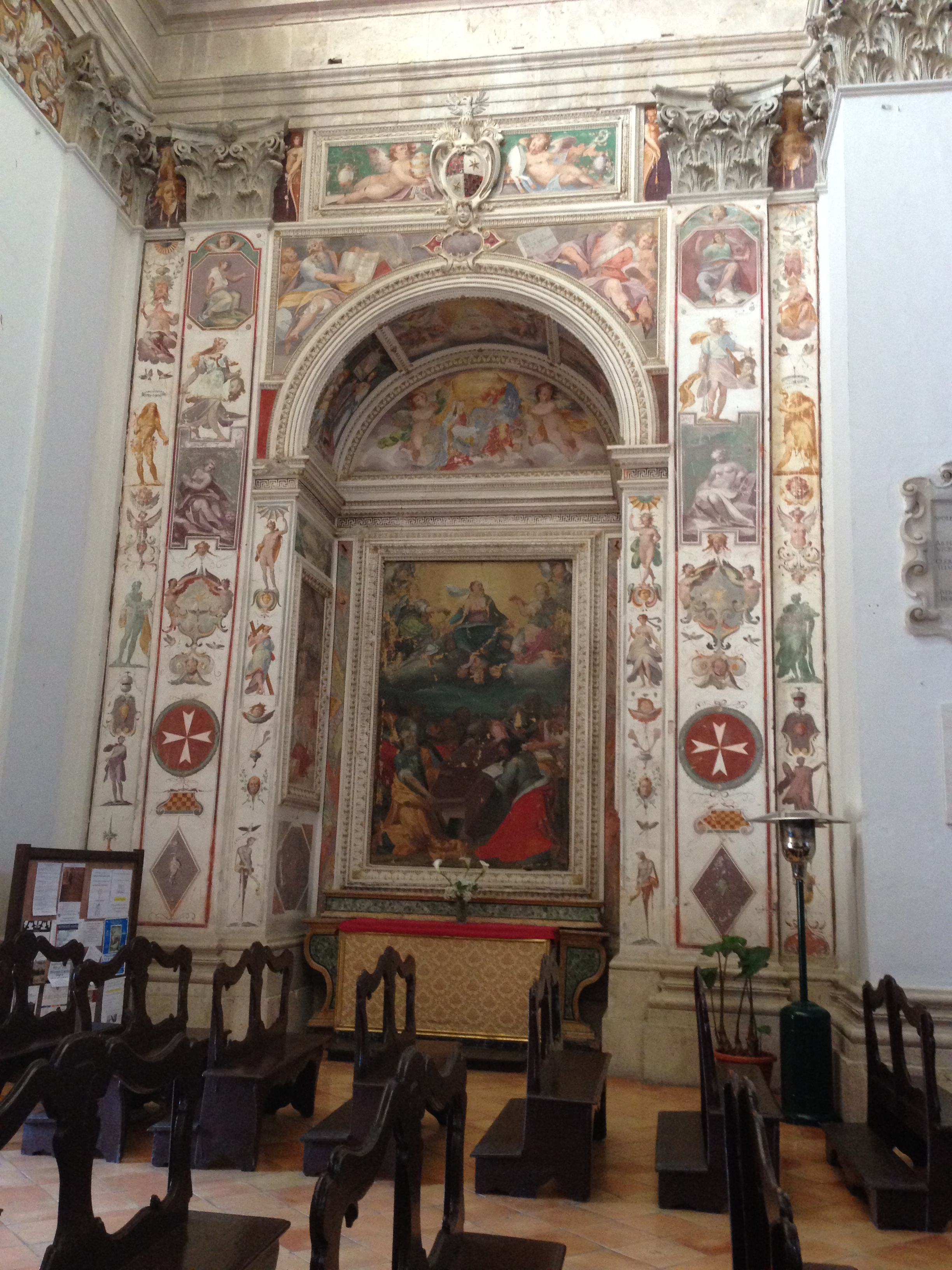
Cappella dell'Assunta

I vasti spazi interni comprendono sette cappelle erette nel tempo da nobili famiglie spoletine: 
- la cappella dell'Annunziata, fatta ornare dalla famiglia Ancaiani nel 1602; sull'altare una tela raffigurante l'Annunciazione; la lunetta, lo spessore del muro e le grandi candelabre sono ornate da due paesaggi,  angeli e santi, tutti affreschi della stessa epoca;
- la cappella dell'Assunta, con lo stemma della famiglia Sala, risale al cinquecento; sull'altare Assunzione della Vergine; nella lunetta, nelle pareti laterali e nell'archivolto Storie della Vergine e due paesaggi; le candelabre sono ornate di figure e rifinite in alto da preziosi stucchi;
- la cappella della Purificazione, nata grazie alla famiglia Lauri; la tela centrale recava una firma scomparsa col tempo; i muri e l'archivolto sono ornati da piccole tele;
- la cappella della Concezione eretta da Loreto Leoni, recintata da una balaustra in pietra; la tela con Immacolata Concezione e quattro santi è stata dipinta a Roma nel 1611[2];
- la cappella Campello, eretta nel 1608 da Giuseppe e Francesco Campello, era ornata da tre tele di Giovanni Baglione:  l'Adorazione dei Magi, la Natività e Visitazione. Rappresentative del periodo caravaggesco dell'autore, non sono tutte rimaste al loro posto, è possibile ammirare solo la Natività, le altre due, trafugate nel 1965 e poi recuperate, sono state trasferite nei depositi comunali[2];
- la cappella ad est, conserva un crocifisso ligneo e una tela d'altare entrambi del XVII secolo;
- la cappella costruita simile alla Santa Casa, si trova in corrispondenza di quella dedicata alla Madonna di Loreto dallo Spinelli. La sua forma attuale è stata realizzata nel 1701 ad opera di Isidoro Benedetti che la fece rivestire di pregiati marmi[2].

Interessante il coro ligneo di fine '500/inizi '600; nel catino si vede Natività, morte e incoronazione della Vergine, affreschi eseguiti nel 1606 probabilmente da Arcangelo Aquilini.
Sulla cantoria in controfacciata trova luogo l'organo a canne, costruito nel 1978 dalla ditta Giustozzi, a trasmissione elettrica; esso dispone di 9 registri distribuiti su due manuali e pedale.
In sagrestia sono custodite due tele del pittore aquilano Giulio Cesare Bedeschini: Circoncisione (1618) e Orazione nell'Orto.

## Il portico di Loreto

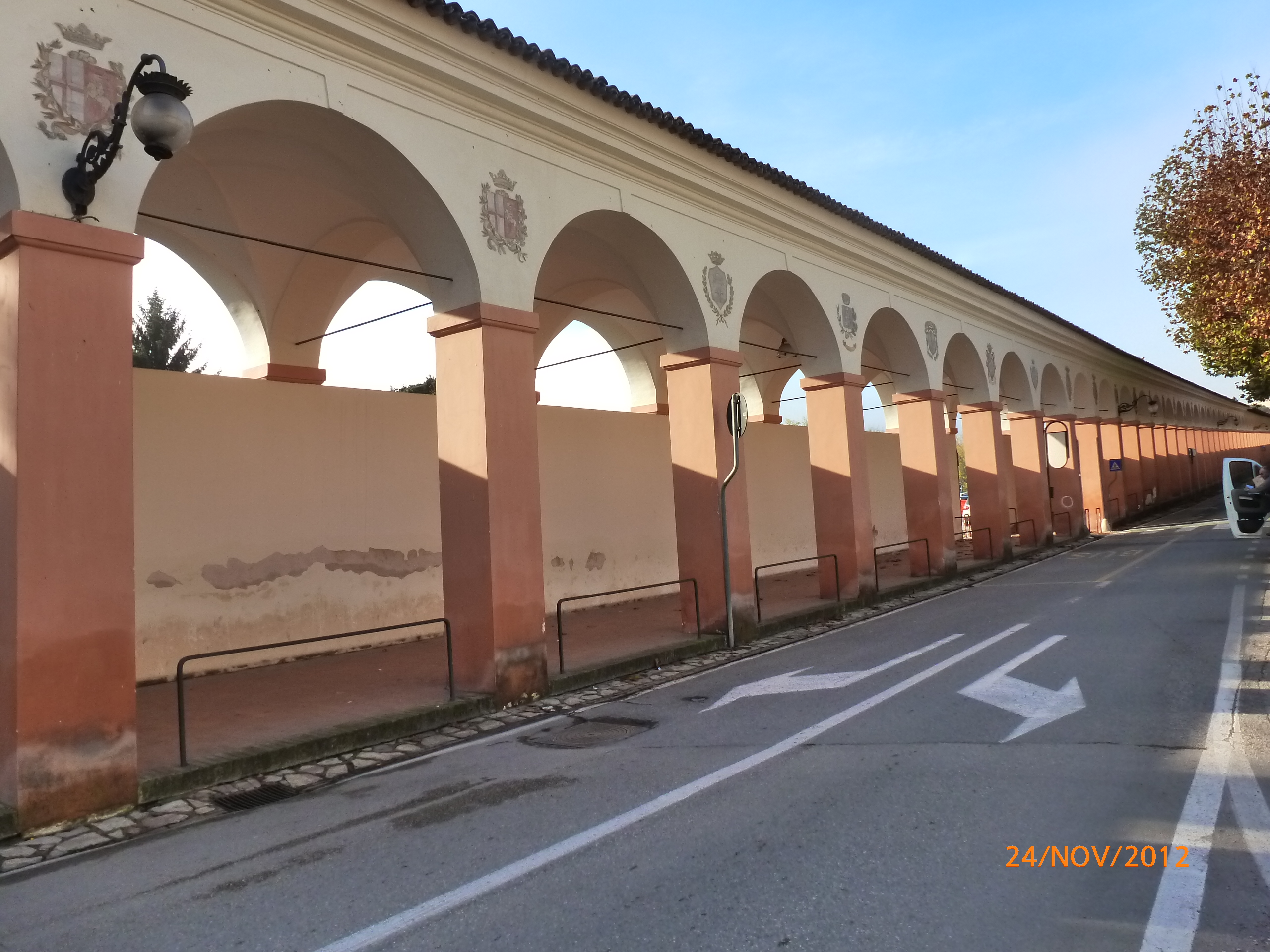
Il portico di Loreto

La via della Madonna di Loreto congiunge il santuario alla porta San Matteo e al Complesso monumentale di San Matteo degli infermi. Per rendere più agevole e riparato dalle intemperie il cammino dei fedeli che accorrevano a venerare la sacra immagine, venne costruito un portico lungo circa 300 metri e composto da 81 arcate e 82 pilastri. La costruzione delle prime arcate fu sovvenzionata da facoltose famiglie spoletine come i Marcucci, i Collicola, i Leti, i Dardani, ecc.; tra arco e arco sono bene visibili i loro stemmi; le ultime arcate invece a posto dello stemma recano la scritta piis elemosinis, segno che il sostegno economico fu frutto di collette. La costruzione procedette per gradi, dal 1691 fino al 1802.
A causa di manomissioni durante la guerra, di torsioni sismiche e della mancanza di manutenzione, il portico rimase per lunghi periodi in pessime condizioni. Fu restaurato nel 1971 ad opera della associazione Amici di Spoleto ed ancora negli anni '90.
Sull'altro lato della strada, per tutta la lunghezza, è presente un filare di platani di media grandezza.